# دوري كرة القدم الغربي 1913–14
دوري كرة القدم الغربي 1913–14 (بالإنجليزية: 1913–14 Western Football League)‏ هو موسم من دوري كرة القدم الغربي ‏. فاز فيه كارديف سيتي.